# عميل منخفض الأداء

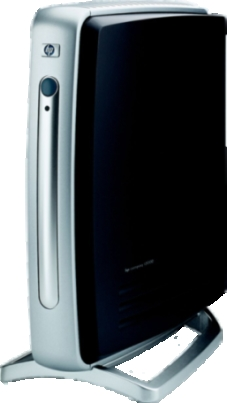
عميل نحيف طراز HP T5700

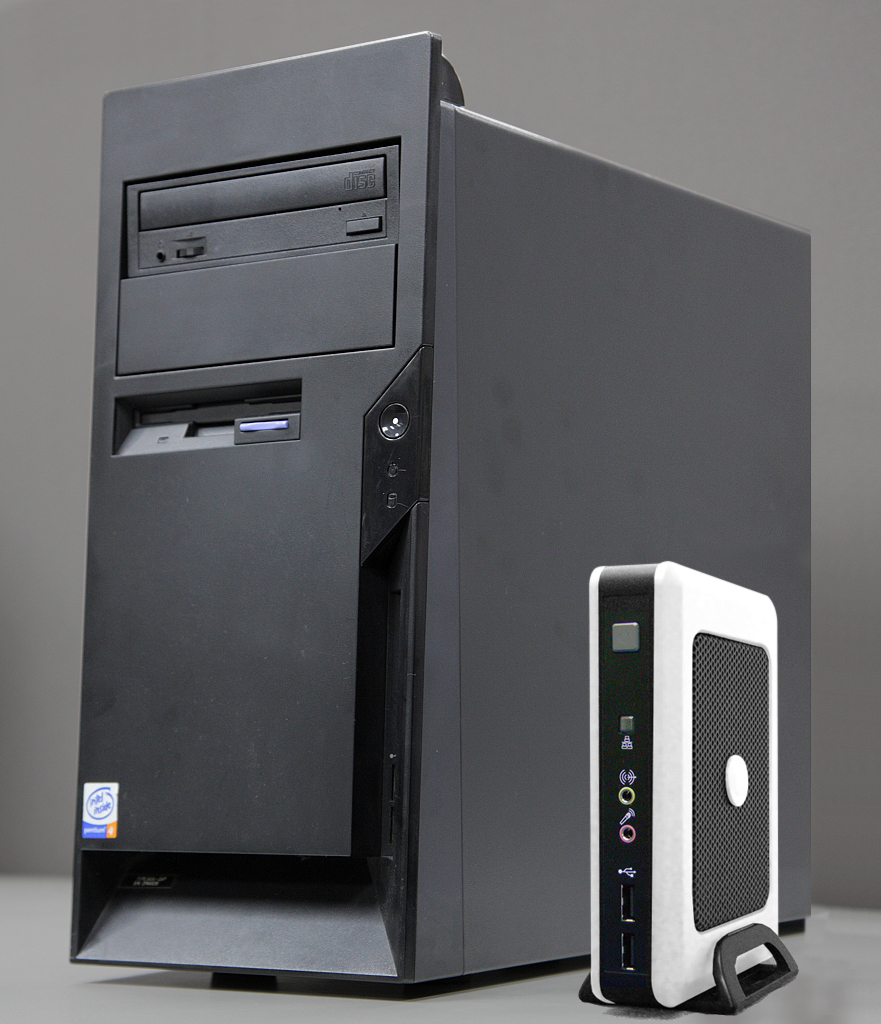
حجم مقارنة Clientron U700 مقابل التقليدية الكمبيوتر المكتبي

عميل منخفض الأداء (بالإنجليزية: Thin Client)‏ هو حاسوب مستخدم يعتمد أساساً على الخادم بكل عملياته. عكس الـ زبون ثري.
هو جهاز طرفي منخفض التكلفة يعتمد بشدة في أداء عمله على الخوادم (Servers) عبر الشبكة المحلية أو الواسعة، إن عميل منخفض الأداء (Thin Client) -على العكس من الحاسوب الشخصي- قد لا يحتوي على نظام تشغيل أو معالج أو ذاكرة أو قرص صلب (يتم تخزين البيانات في الخادم للمزيد من الأمان)، ولذلك فهو لا يحتاج إلى إدارة أو صيانة أو نسخ احتياطي أو تحديث أو ترقية للعتاد، كما أن عمره الافتراضي أطول من الحاسوب الشخصي بنحو الضعف.
يتوقع البعض، الكثير من النجاح للحوسبة القائمة على الخوادم والـ Thin Client (عميل منخفض الأداء)- بأنها ستقضي على مستقبل الحواسيب الشخصية في قطاع الأعمال والحكومة والتعليم والصحة.